# Toyota Auris
Toyota Auris (јап. トヨタ・オーリス, Toyota Ōrisu) је компактни хечбек са 3 или 5 врата који дели исту Е150 платформу са моделом Тојота корола (Toyota Corolla). У Европи, Тојота је понудила аурис као замену за хечбек королу, док је седан модел наставио своје присуство под именом корола. Аурис наслеђује Corolla RunX у Јапану и Toyota RunX (без имена Corolla) у Јужноафричкој Републици. Тојота Аустралија и Тојота Нови Зеланд су се одупрели предлозима Тојоте Јапан да усвоје ново европско аурис име за королу. Име „аурис“ је базирано на латинској речи за злато, aurum. Аурис се сада продаје у Јапану.

## Европа
Производња ауриса је отпочела 1. фебруара 2007. у Енглеској и Турској фабрици. Он замењује Тојота корола хечбек.
Са свежим дизајном и каракеристикама виших класа аутомобила, уклјучујући МП3/WMA репродукцију, Тојота циља да постави аурис на вишем крају сегмента малих и средњих аутомобила не би ли привукла купце конкурентних аута, као што су Фолксваген голф и Алфа Ромео 147. Нивои опреме су: луна, тера, сол и спорт.
Европско издање карактеришу следећи мотори:
- 4ZZ-FE — 1.33 VVT-i са 6 брзинским мануелном трансмисијом & стоп-старт технологија.
- 1ZR-FE — 1.6 Dual VVT-i са 5 брзинском мануелном или  трансмисијом.
- 1ND-TV — 1.4 D-4D са 5 брзинском мануелном или  трансмисијом.
- 1AD-FTV — 2.0 D-4D са 6 брзинском мануелном трансмисијом.
- 2AD-FHV — 2.2 D-4D са 6 брзинском мануелном трансмисијом.

### Перформансе
| Мотор                 | Трансмисија       | Макс. снага (ДИН КС/оум) | Макс. обртни момент (Nm/оум) | Макс. брзина | 0-100 км/с              | Комбинована потрошња | CO2 (g/km) |
| --------------------- | ----------------- | ------------------------ | ---------------------------- | ------------ | ----------------------- | -------------------- | ---------- |
| 1.4 VVT-i Бензин      | 5-ни мануелни     | 97/6000                  | 130/4400                     | 171 km/h     | 13.0                    | 6.9 l/100 km         | 163        |
| 1.6 Dual VVT-i Бензин | 5 Speed MM/Manual | 124/6000                 | 157/5200                     | 190 km/h     | 12.1 (MM)/10.4 (Manual) | 6.9 l/100 km         | 161        |
| 1.4 D-4D Дизел        | 5 Speed MM/Manual | 90/3800                  | 190/1800-3000                | 175 km/h     | 14.7 (MM)/12.0 (Manual) | 5.0 l/100 km         | 132        |
| 2.0 D-4D Дизел        | 6 Speed Manual    | 126/3600                 | 300/2000-2800                | 195 km/h     | 10.3                    | 5.4 l/100 km         | 151        |
| 2.2 D-4D (180) Дизел  | 6 Speed Manual    | 177/3600                 | 400/2000-2600                | 211 km/h     | 8.1                     | 6.2 l/100 km         | 166        |

- MM: MultiMode трансмисија.